# Яблуко (геральдика)
Яблуко — негеральдична фігура в геральдиці, що може перебувати в щиті разом з іншими фігурами.

## Використання
Плід яблуні зображено також у вигляді цвіту, як у гербі Прітцера. Як правило, на гербі з'являється куля зі стеблом і листом на ньому, спрямованими до головної частини щита. Рідко, коли ці три частини гербової фігури на щиті не зображені тинктурою. Стебло та лист не є абсолютно необхідними, але вони полегшують ідентифікацію фігури. Для яблука переважні метали та кольори: золото, срібло, червоний і зелений. За геральдичну фігуру береться одне або три яблука за геральдичними правилами (в пояс, в стовп або 2:1) і розміщуються в гербі згідно з правилами. Якщо яблук кілька, до геральдичної фігури також можна додати більш міцну гілку або гілки, схожі на вусик.
Багато яблук або обмежену кількість яблук, що відповідають певній ідеї герба, зображують у вигляді плодів, що звисають з яблуні. Її забарвлення із зеленою кроною і, наприклад, червоними яблуками не вважається порушенням геральдичних колірних правил.
Яблуко вживається і як промовистий герб для родів та міст, скажімо, таких, як Аффальтербах, або є атрибутом святого, як у випадку зі Святим Миколаєм у Нідербухзітені.
Хрест зі сферичними кінцями рамен називається яблучним.

## Символіка
У геральдиці яблуко може мати такі значення:
1. Гріх та спокуса. У християнстві та інших авраамічних релігіях яблуко може бути пов'язане з релігійними або міфологічними концепціями, такими як яблоко зі знанням з Біблії.
2. Плодючість та достаток. Яблуня є плодовим деревом, тому яблуко може символізувати достаток, родючість та процвітання, інколи — здоров'я та довголіття.
3. Яблуко може бути пов'язане з міфічними або легендарними історіями, такими як золоте яблуко гесперид з грецької міфології. У цьому випадку, яблуко може символізувати цінність або досягнення.
4. Яблуко може символізувати промисли місцевості — яблучне садівництво.

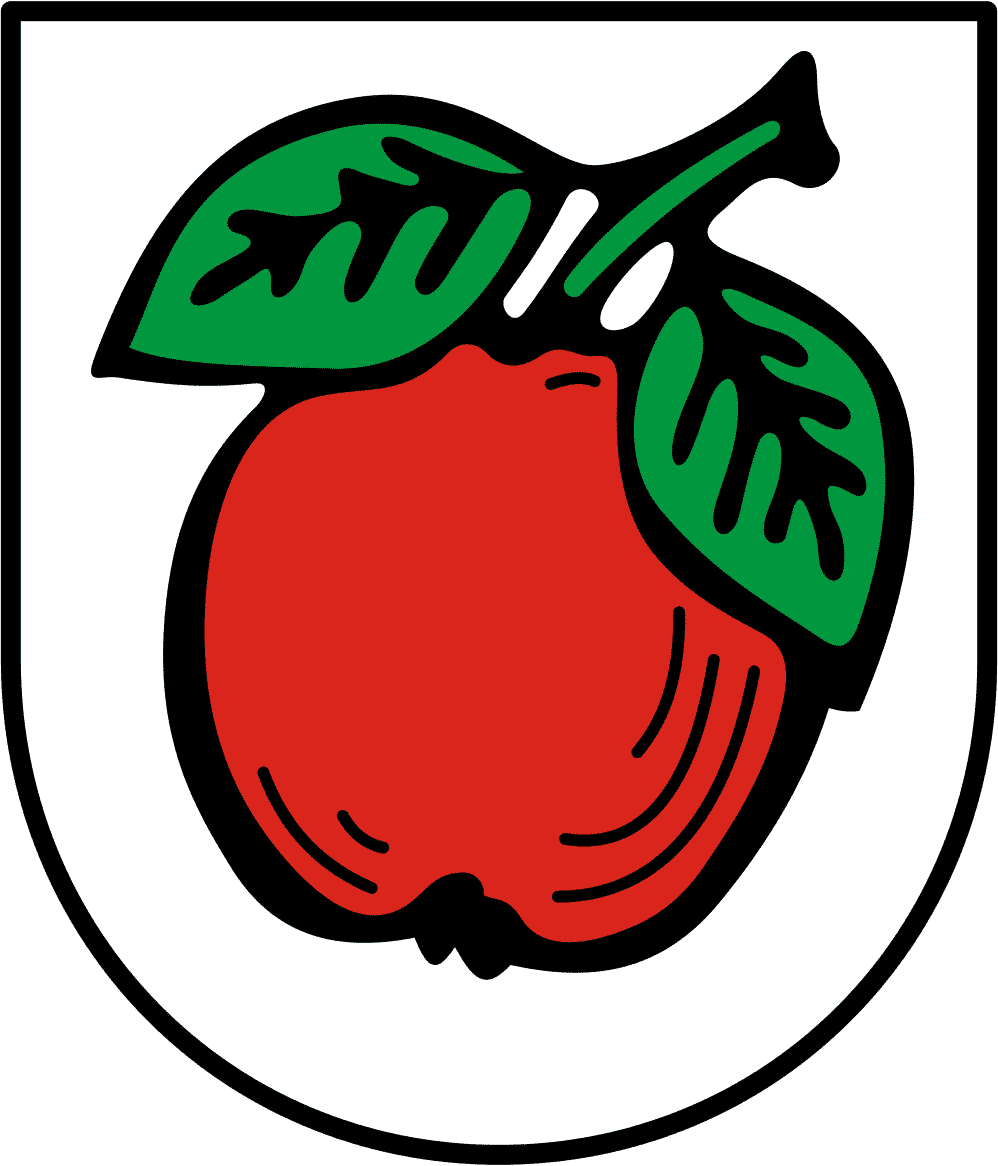
Герб Рітенау
Промовистий герб Аффельтрангена
Промовистий герб Аффольтерн-ім-Емменталья
Яблуко в гербі Епфенбаха
Дієцезія Чеські Будейовиці
Хельщиць
Яблонець-над-Нисою
Головус
Яблунька
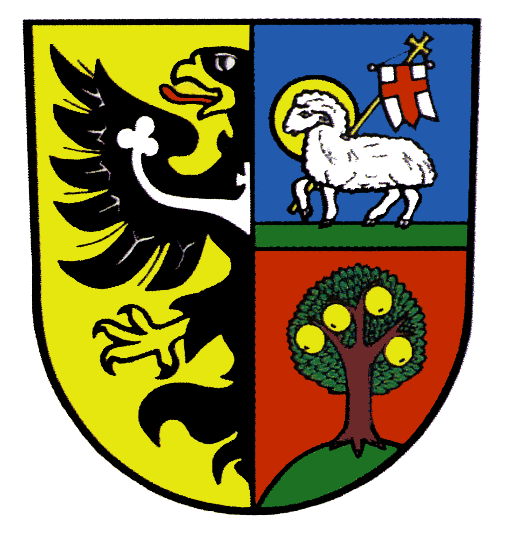
Яблунков
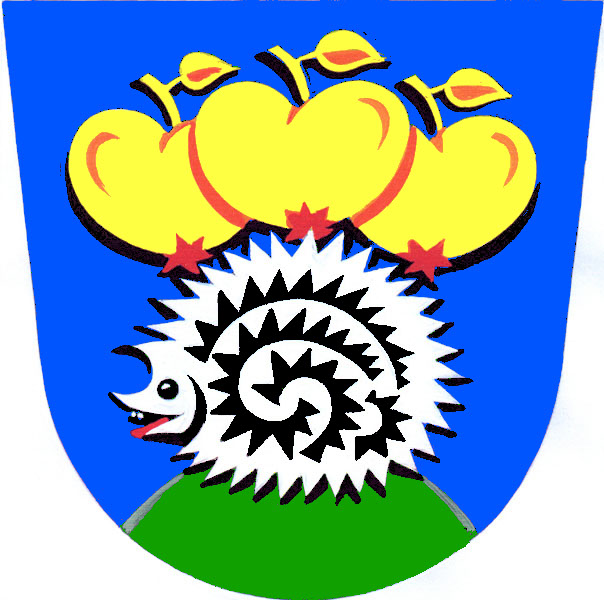
Єшковіц
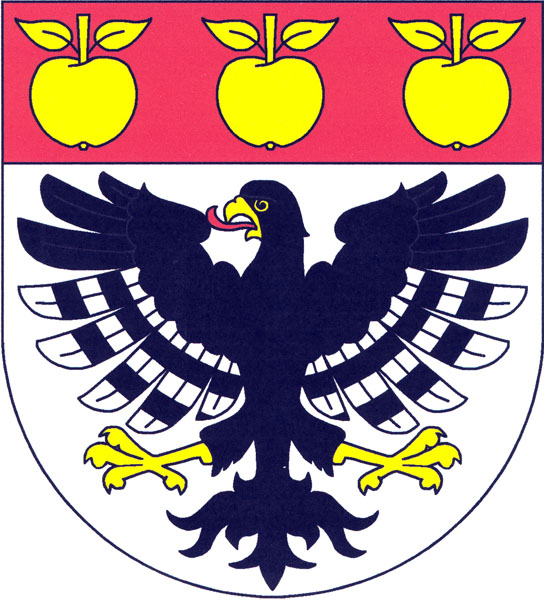
Нехваліц
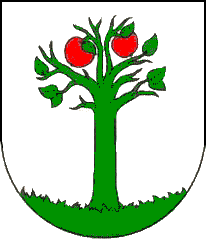
Нижня Яблінка
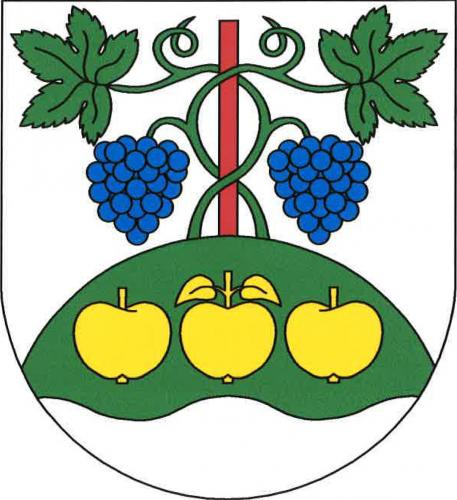
Жалгостіце
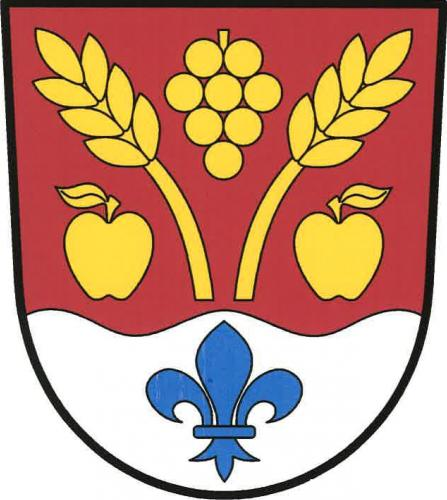
Велхота на Ельбі
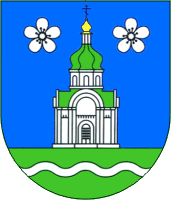
Яблунівка (Фастівський район)
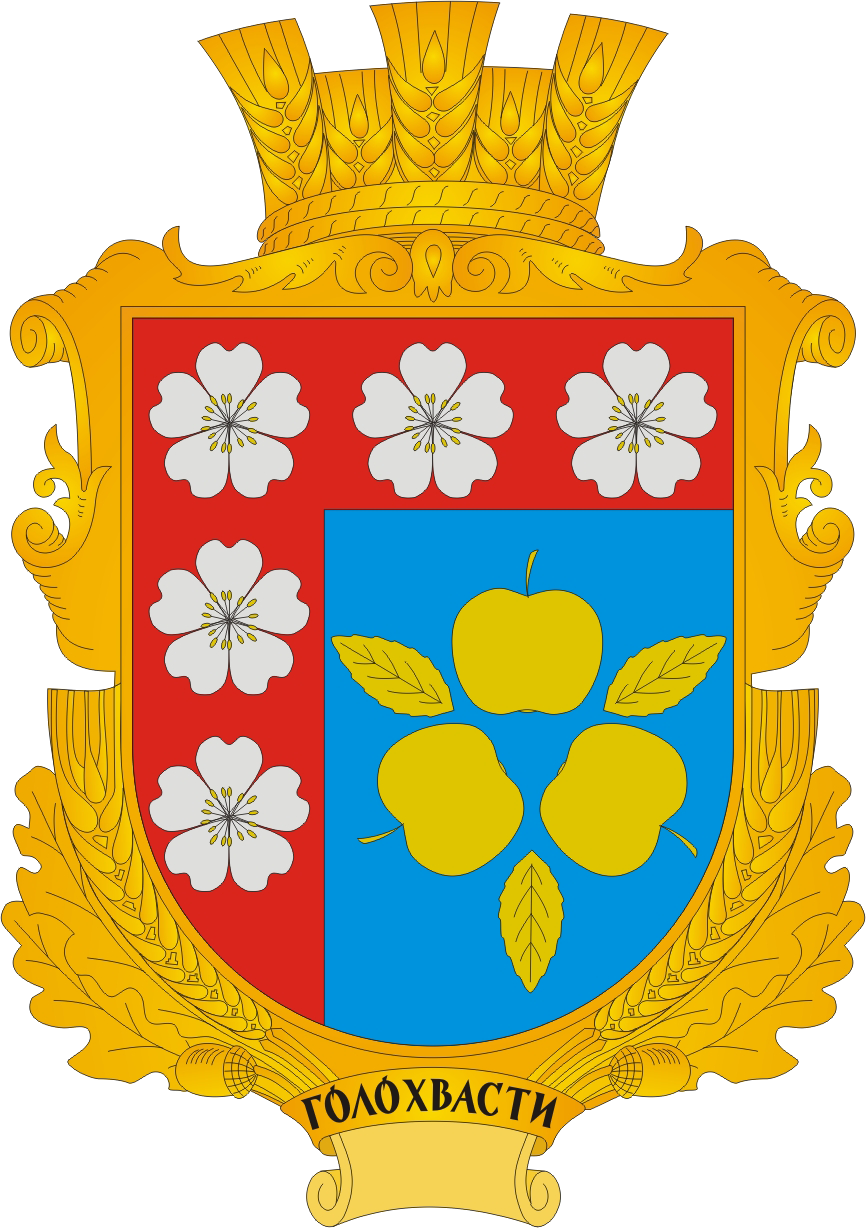
Голохвасти
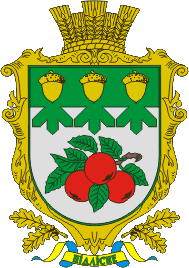
Підлісне (Хмельницький район)
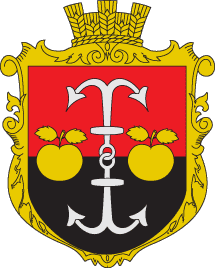
Трудолюб
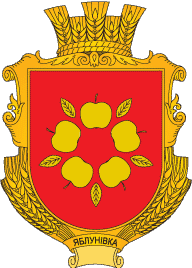
Яблунівка (Берездівська сільська громада)
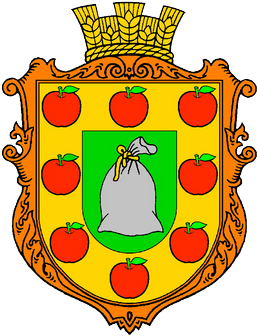
Зібранівка
Гербурт (герб)

## Веб-посилання
- Apfelbaum в Heraldik-Wiki